# پاتریک مکنی
پاتریک مکنی (انگلیسی: Patrick Macnee؛ ‏ ۶ فوریهٔ ۱۹۲۲ – ۲۵ ژوئن ۲۰۱۵) یک هنرپیشه اهل بریتانیا بود.
از فیلم‌ها یا برنامه‌های تلویزیونی که وی در آن نقش داشته است، می‌توان به انتقام‌جویان، نبرد رود پلاته، انتقام‌جویان، بالماسکه مرگ سرخ، نمایی از یک قتل، دکترهای جوان عاشق و چشم بیوه اشاره کرد.